# Émile Henriot (químico)
Émile Henriot  (2 de julho de 1885 — 1 de fevereiro de 1961) foi um químico francês.
Notabilizou-se por ter sido o primeiro a demonstrar que o potássio e o rubídio são naturalmente radioativos.

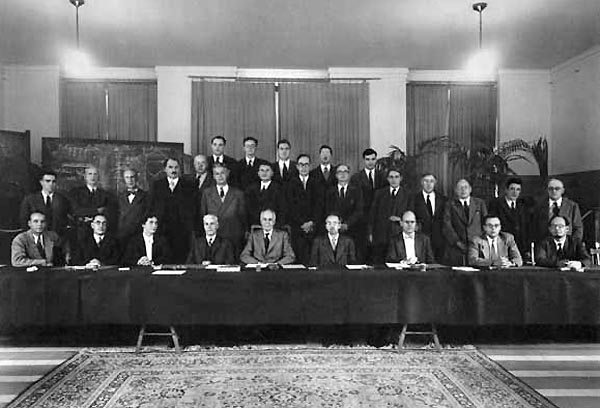
Conferência de Solvay sobre física em Bruxelas, 1951. Da esquerda para a direita, sentados: Crussaro, Norman Percy Allen, Yvette Cauchois, Borelius, William Lawrence Bragg, Christian Møller, Sietz, John Herbert Hollomon, Frank; fila do meio: Gerhart Rathenau,^{(nl)} Koster, Erik Rudberg,^{(sv)}, Flamache, Goche, Groven, Egon Orowan, Jan Burgers, William Bradford Shockley, André Guinier, C.S. Smith, Ulrich Dehlinger, Laval, Émile Henriot; fila superior: Gaspart, Lomer, Alan Cottrell, Georges Homes, Hubert Curien

Desenvolveu métodos para gerar grandes velocidades angulares.
Foi pioneiro no estudo dos microscópios eletrônicos. Também estudou birrefringência e vibração molecular.
Doutorado em física na Sorbonne, Paris, orientado por Marie Curie.